# Dave Beasant
David John »Dave« Beasant, angleški nogometaš, * 20. marec 1959, Willesden, London, Anglija, Združeno kraljestvo.